# Ральф, Шерил Ли
Шерил Ли Ральф (англ. Sheryl Lee Ralph; род. 30 декабря 1956) — американская актриса и певица.

## Биография

### Личная жизнь
Шерил Ли Ральф родилась в Уотербери, Коннектикут, в семье отца-афроамериканца и матери-ямайки. В 1973 году была коронована как «Miss Black Teen-age» в Нью-Йорке. В 19 лет поступила в Рутгерский университет. Первоначально планировала изучать медицину, но после контакта с трупами и выигранной стипендии в Американском театральном колледже, она бросила университет. В 2003 году стала спикером класса в Рутгерском университете. Ральф состоит в браке с сенатором от штата Пенсильвания Винсентом Хьюзом.

### Карьера
В 1982 году Ральф появилась в мюзикле «Девушка мечты» в роли Дины Джонс, за которую она была номинирована на премию Тони. В 1984 году она выпустила свой единственный альбом In the Evening, занявший 6 место в чартах Billboard. В 1988 году озвучила Риту в мультфильме «Оливер и компания». Её первой дебютной ролью стала жена героя Дензела Вашингтона в фильме «Могущественный Квин». В 1991 году Ральф снялась в роли любовницы в фильме «Любовница». Позже она появилась в таких фильмах, как «Флинтстоуны», «Сдерживание» и «Безоговорочная любовь».
На телевидении Ральф известна по роли Джинджер Сент-Джеймс в телесериале «Эта жизнь», Этьен Туссен-Бувье в «Создавая женщину», Ди Митчел в ситкоме «Моэша», а затем в «Лиге справедливости» и «Безграничной лиге справедливости». В июне 2000 года Ральф подала в суд на таблоид «The National Enquirer» за статью о ней и муже. 16 июня 2009 года было объявлено, что Ральф присоединяется к актёрскому составу Бродвейского мюзикла «Клуб первых жён». Она заменила актрису Адриану Ленокс, которая вышла из проекта из-за проблем со здоровьем.

## Избранная фильмография

### Кино
- Часть денег (1977)
- Оливер и компания (1988) (озвучивание)
- Могущественный Квин (1989)
- Достопочтенный джентльмен (1992)
- Действуй, сестра 2 (1993)
- Бремя белого человека (1995)
- Богус (1996)
- Сдерживание (1999)
- Сёстры по степу (2018)

### Телевидение
- Хорошие новости (1978)
- Удивлённая женщина (1979)
- Эта жизнь (1986—1989)
- Создавая женщину(1992—1993)
- Моэша (1996—2001)
- Лига справедливости (2001)
- Проект «Дженни» (2001)
- Вкус любви (2008)
- Ханна Монтана / Hannah Montana (2008) — Кларис Джонсон
- Две девицы на мели / 2 Broke Girls (2014) — Дженет Бромберг
- Мыслить как преступник (2016)
- Семья (2019)

## Дискография

### Альбомы
In the Evening (1984, The New York Music Company)
1. «You’re So Romantic» (4:38)
2. «In the Evening» (3:50)
3. «Give Me Love» (3:34)
4. «Evolution» (4:02)
5. «Back to Being in Love» (3:01)
6. «Be Somebody» (3:35)
7. «I’m Your Kind of Girl» (3:55)
8. «B.A.B.Y.» (3:15)
9. «Ready or Not» (3:46)
10. «I’m So Glad That We Met» (3:56)

Продюсер и аранжировщик Тревор Лоуренс

### Синглы
- In The Evening (1984)
- You’re So Romantic (1985)
- In the Evening (Remix) (1996)
- Evolution (Remix) (1998)
- Here Comes the Rain Again (1999)